# Cambronne-lès-Ribécourt
Cambronne-lès-Ribécourt település Franciaországban, Oise megyében. Lakosainak száma 1875 fő (2022. január 1.). Cambronne-lès-Ribécourt Machemont, Montmacq, Ribécourt-Dreslincourt és Thourotte községekkel határos.

## Népesség
A település népességének változása:
| Lakosok száma | 1998 | 1968 | 1990 | 1949 | 1951 | 1943 | 1920 | 1898 | 1875 |
|               | 2013 | 2015 | 2016 | 2017 | 2018 | 2019 | 2020 | 2021 | 2022 |